# Szlovénia elnökeinek listája

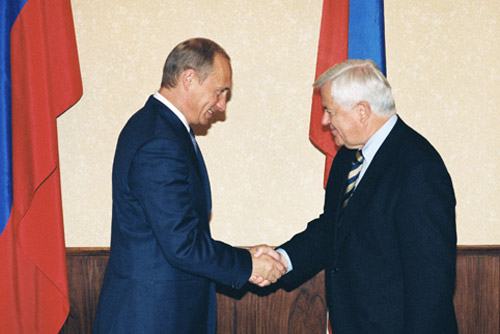
Milan Kučan és Vlagyimir Putyin (2002)

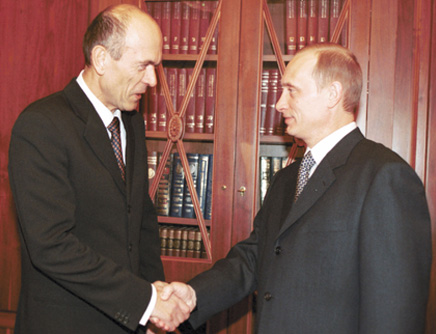
Janez Drnovšek és Vlagyimir Putyin (2001)

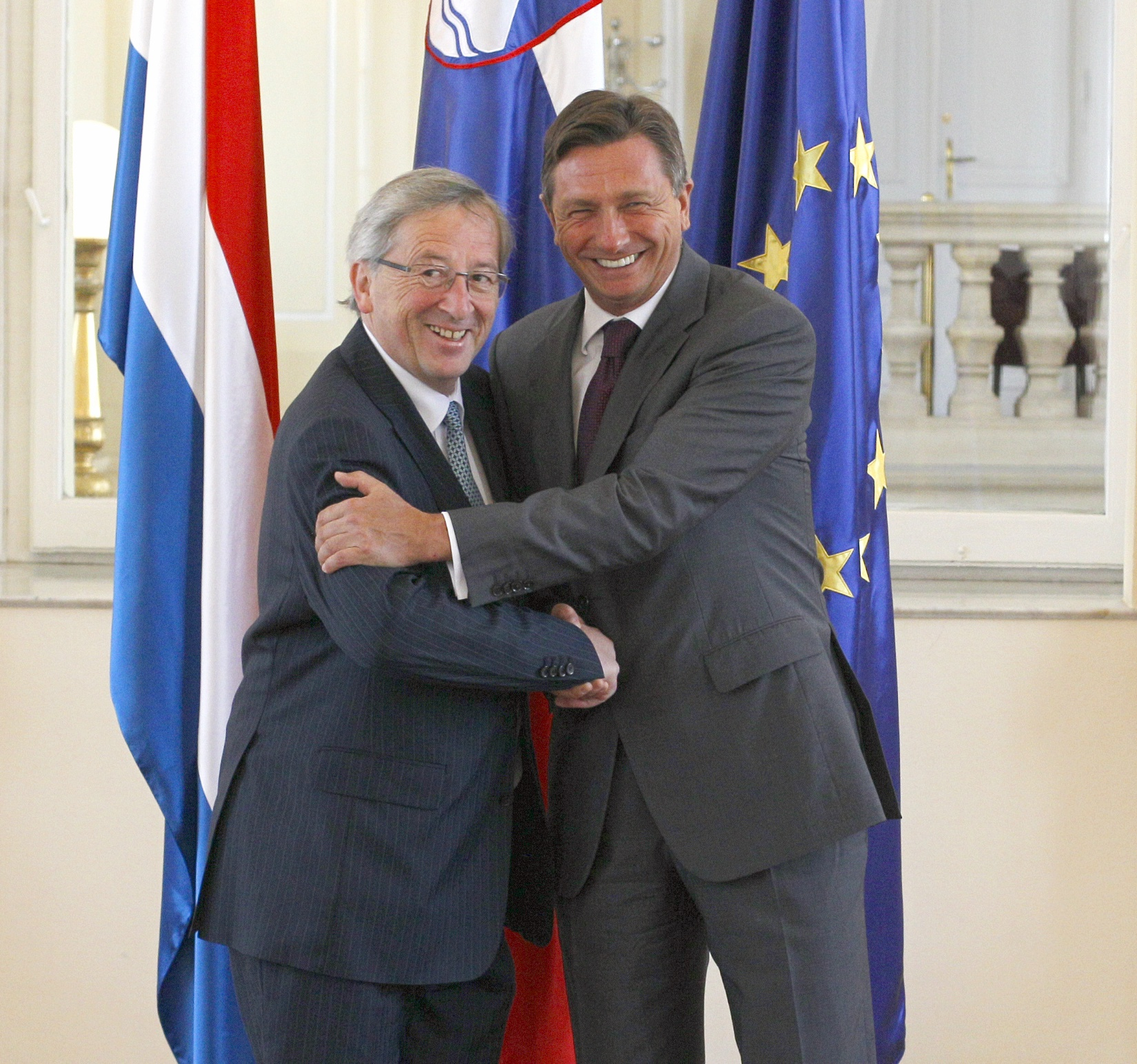
Borut Pahor és Jean-Claude Juncker (2010)

| # | Kép | Név (Született–Meghalt)    | Terminus           | Terminus           | Választás      |
| # | Kép | Név (Született–Meghalt)    | Kezdete            | Vége               | Választás      |
| - | --- | -------------------------- | ------------------ | ------------------ | -------------- |
| 1 |     | Milan Kučan (1941–)        | 1991. december 23. | 2002. december 22. | 1990 1992 1997 |
| 2 |     | Janez Drnovšek (1950–2008) | 2002. december 22. | 2007. december 23. | 2002           |
| 3 |     | Danilo Türk (1952–)        | 2007. december 23. | 2012. december 22. | 2007           |
| 4 |     | Borut Pahor (1963–)        | 2012. december 22. | 2022. December 22. | 2012 2017      |
| 5 |     | Nataša Pirc Musar (1968–)  | 2022. December 23. | hivatalban         | 2022           |